# Edvard Orm

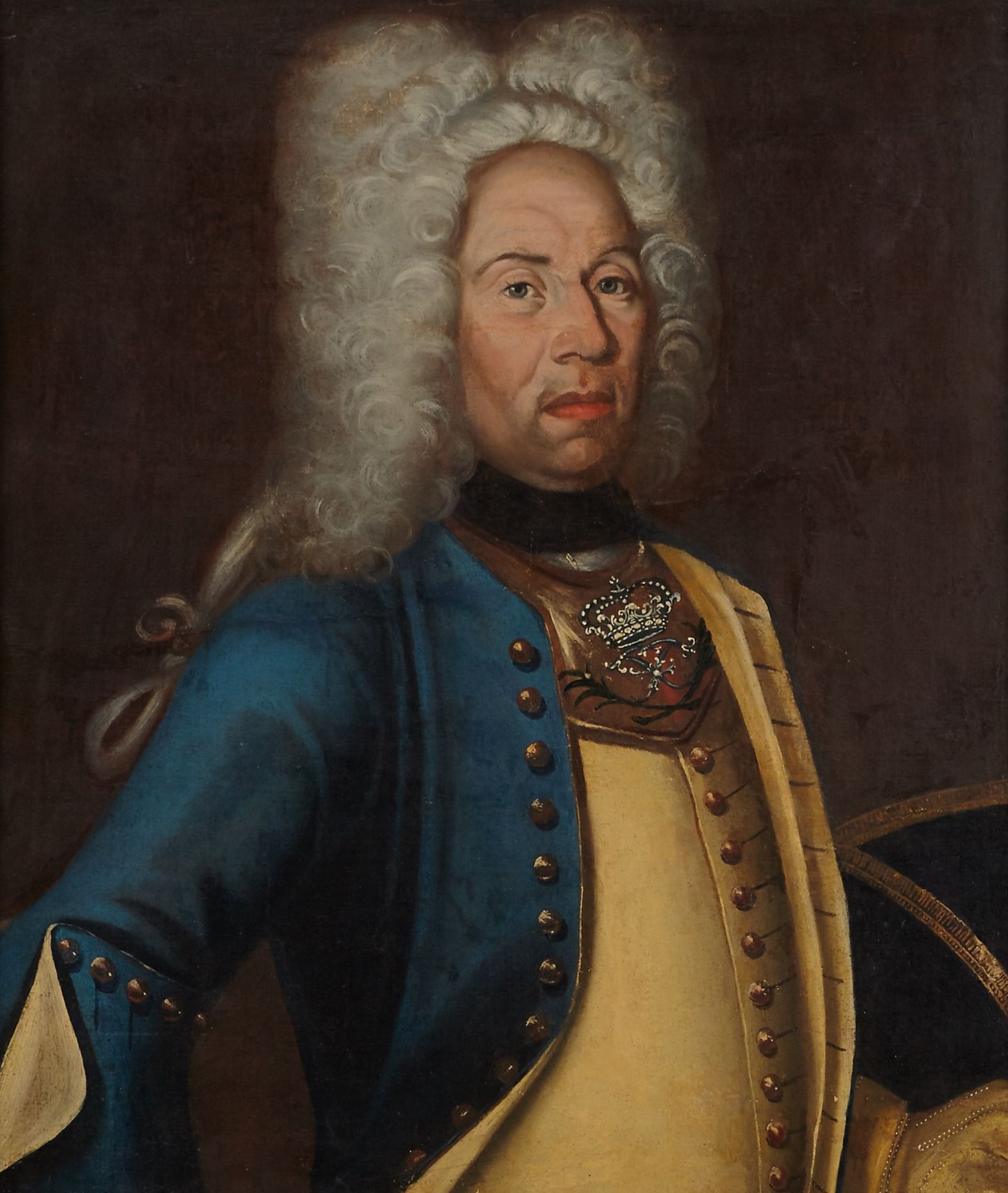
Major Peter Lilliehorn avporträtterad av Orm 1727.

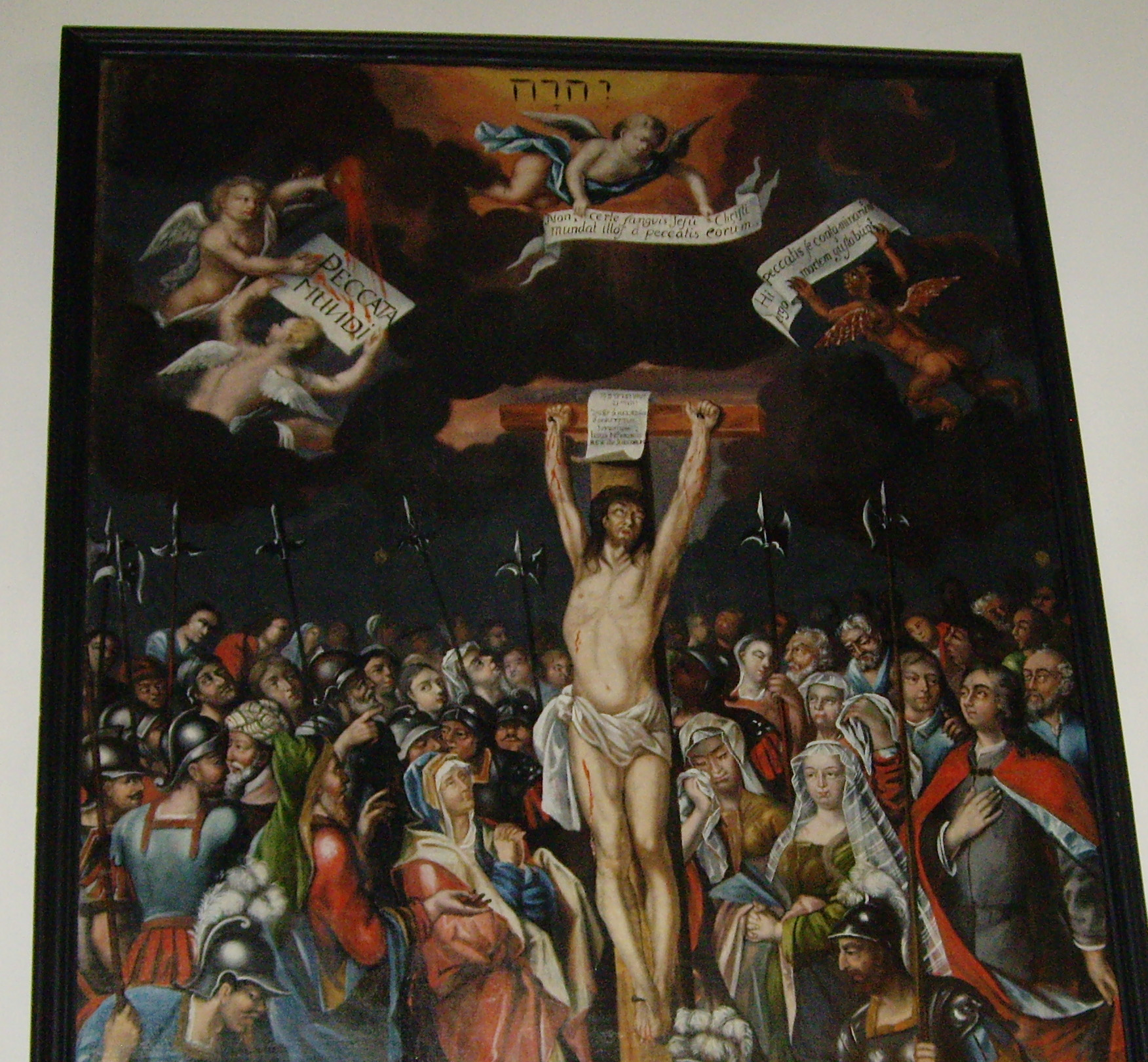
Målning av Edvard Orm i Kristine kyrka i Jönköping (1722).

Edvard Orm, född runt 1670, död 4 juni 1735 i Algutsrum på Öland, var en svensk målare. 

## Bakgrund
Edvard Orm var en provinsiell konstnär som målade i barockstil. Han var verksam i södra Sverige från 1700-talets början fram till sin död 1735. Exempel på hans måleri har påträffats på Öland, i Småland, Östergötland, Blekinge och Gotland. I källorna kallas han för konterfejare, men han var aldrig medlem i något målarskrå.
Om hans ursprung är inget säkert känt. Det har ofta antagits att han varit elev till David Klöcker Ehrenstrahl eller David von Krafft, men det är baserat på likheter i stil och det finns inga påtagliga bevis för det, inte heller för att han skulle ha uppehållit sig i Stockholm. 

## Måleri
Senast från 1702 var Orm verksam i Tådene socken i Västergötland där han målade i kyrkan. I Tådene stannade han fram till 1714 och var associerad med Gabriel Lilliehöök och dennes hustru Britta Bonde. Förmodligen har han även målat i andra kyrkor i trakten, men det är inte längre bevarat eller känt som hans verk. 
År 1714 flyttade han till Jönköping och fick tillstånd av stadens magistrat att verka som konterfejare. Efter åtta år i Jönköping flyttade Orm 1722 till Västervik. År 1725 flyttade han till Öland och bosatte sig på skattehemmanet Hässleby där han bodde kvar fram till sin död. 
Edvard Orm målade taket i Gränna kyrka år 1719 (kyrkan förstördes dock genom brand 1889). Motiven var bönen Fader vår i allegorisk framställning. I Dalhems kyrka (den gamla kyrkan som revs på 1870-talet) målade Orm 1725 en altarprydnad. Den bestod av sex målningar som var placerade runt korsfönstret och hade motiv från passionshistorien. Två av målningarna sattes upp i den nya kyrkan.
Orm är kanske mest känd för målningarna i taket i Hakarps kyrka, från 1729. Uppdraget pågick under ett halvår och till sin hjälp hade han Johan Kinnerus (som snarare var en underordnad medarbetare än en egentlig gesäll). Målningar föreställer paradiset, försoningen, de dödas uppståndelse, de fördömda i helvetet samt yttersta domen i korsmitten. Djuren i paradismotivet antas vara målade av Edvards son Gabriel. Orm har även målat en stor korsfästelsescen som finns i Kristine kyrka i Jönköping. 
Som konterfejare målade Orm porträtt, bland andra landshövdingen Nils Lilliecreutz 1718 och överste C.G. Hammarskiöld 1724. Annars målade han vanligen mer framstående lokala personer, till exempel präster och deras hustru.
Målningar av Edvard Orm finns i samlingarna hos Nordiska museet, Kalmar läns museum, Gotlands museum (Gotlands fornsal), Nationalmuseum och Malmö museum.